# Бузулукське Лісничество
Бузулу́кське Лісни́чество (рос. Бузулукское Лесничество) — селище у складі Бузулуцького району Оренбурзької області, Росія.

## Населення
Населення — 210 осіб (2010; 196 у 2002).
Національний склад (станом на 2002 рік):
- росіяни — 70 %